# Joana Aina Campomar Orell
Joana Aina Campomar Orell (Pollença, 22 de maig de 1960) és una política balear, diputada al Parlament de les Illes Balears en la IX legislatura.

## Biografia
És llicenciada en ciències químiques per la Universitat de les Illes Balears i llicenciada en Dret per la UNED. És funcionària del Grup superior de la Comunitat Autònoma de les Illes Balears i ha treballat de cap del laboratori de l'Aigua a la Conselleria de Medi Ambient del Govern Balear i com a cap de Secció de la Direcció general de Recursos Hídrics. Actualment és Cap del servei de transferència del Coneixement de la Direcció General de Recerca.
Durant la V Legislatura fou secretària general tècnica de la Conselleria de Medi Ambient del Govern Balear. En 2007 fou secretària General de la Conselleria de Mobilitat i en 2010 secretària general de la Conselleria de Medi Ambient i Mobilitat des de febrer de 2010. Fou membre del Consell Insular de Mallorca en la legislatura 2011-2015.
Militant del Partit Socialista de Mallorca, fou escollida diputada a les eleccions al Parlament de les Illes Balears de 2015.